# Stilla delicatula
Stilla delicatula är en snäckart som beskrevs av Powell 1927. Stilla delicatula ingår i släktet Stilla och familjen kägelsnäckor. Inga underarter finns listade i Catalogue of Life.